# Nowe Guty
Nowe Guty (deutsch Gutten, Kirchspiel Eckersberg, auch: Gutten E, 1935 bis 1945 Seegutten) ist ein Dorf in der polnischen Woiwodschaft Ermland-Masuren, das zur Gmina Orzysz (Stadt- und Landgemeinde Arys) im Powiat Piski (Kreis Johannisburg) gehört.

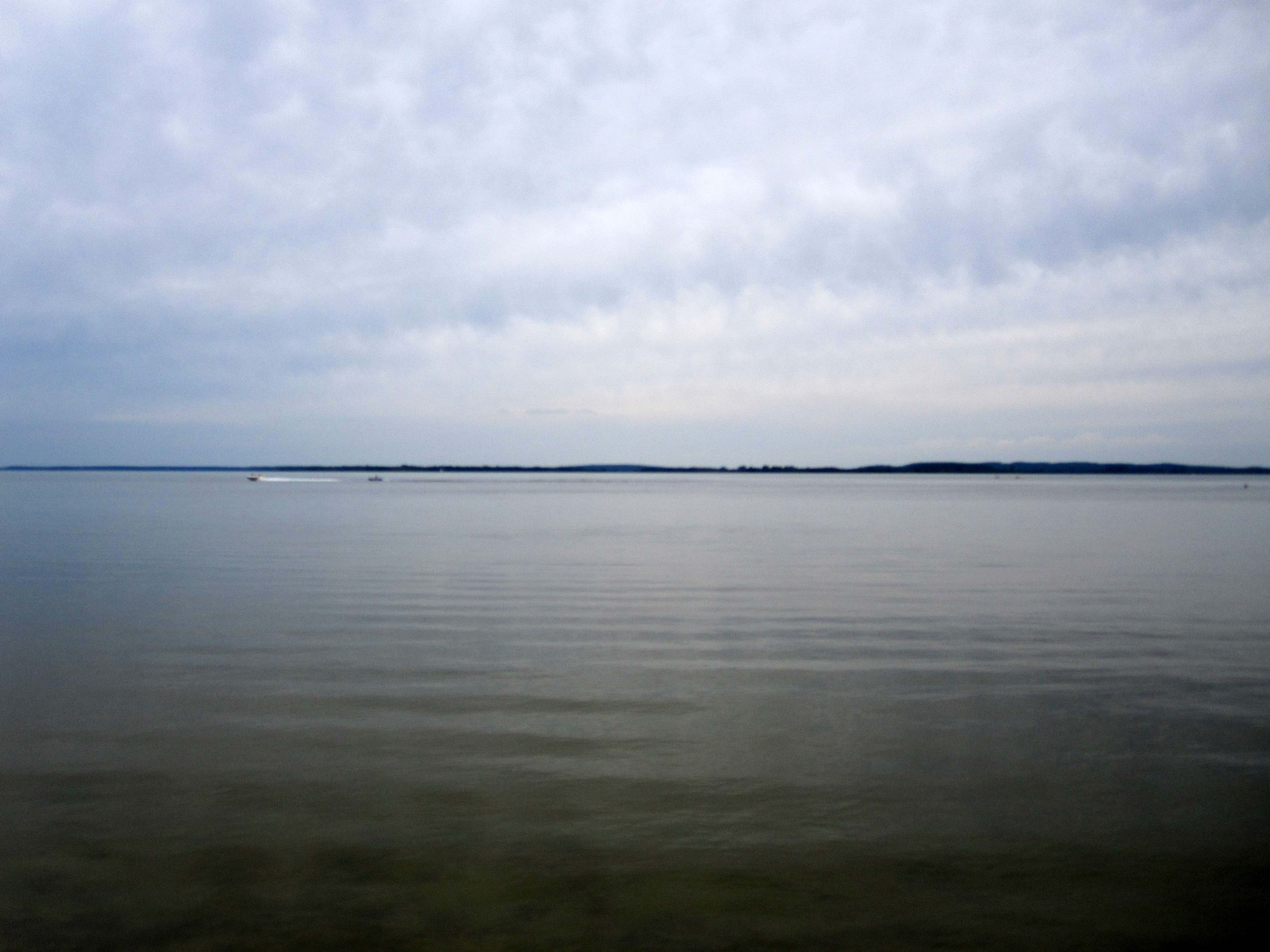
Blick auf den Spirdingsee (Jezioro Śniardwy) bei Nowe Guty

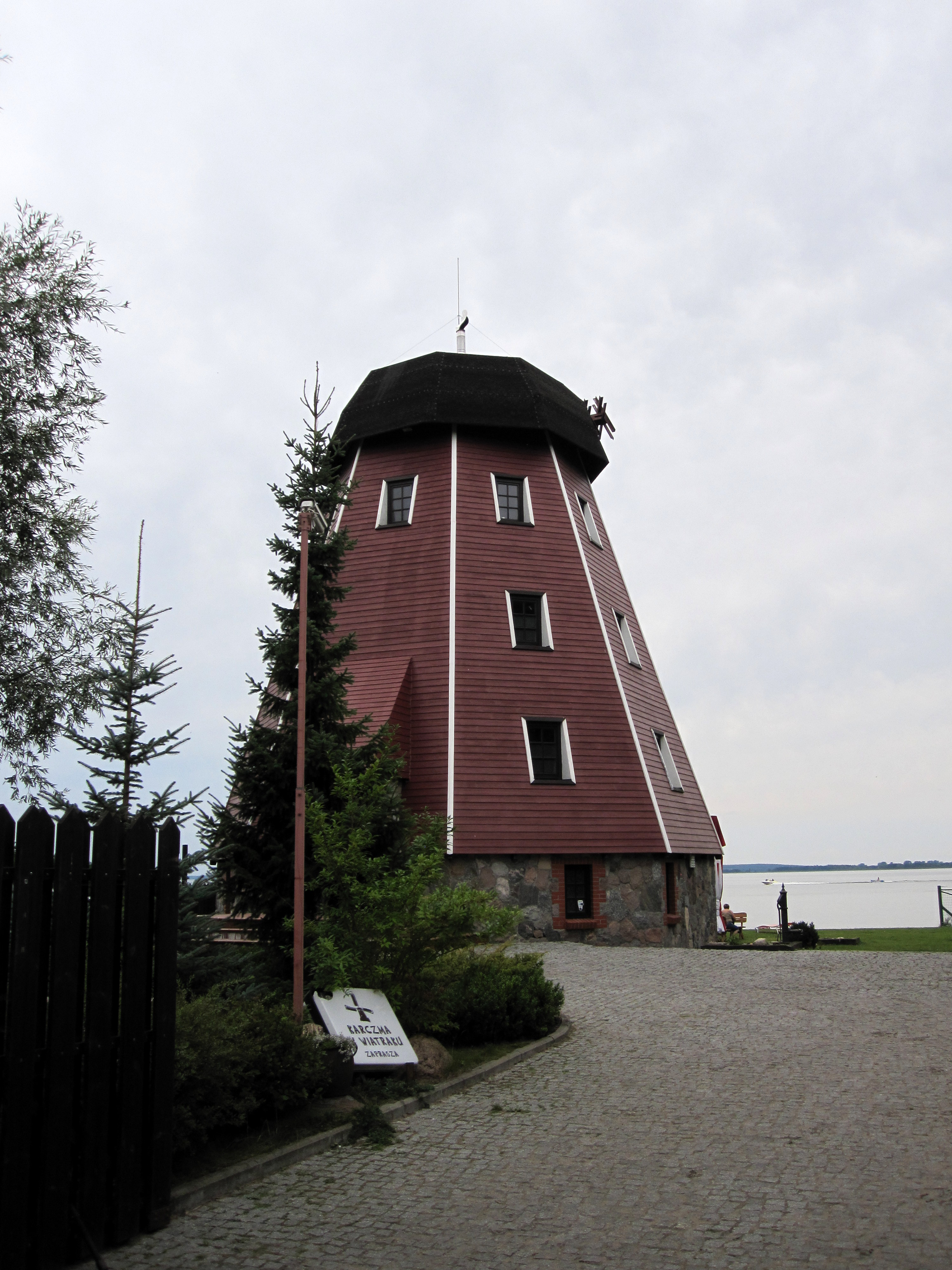
Holländer-Mühle in Nowe Guty

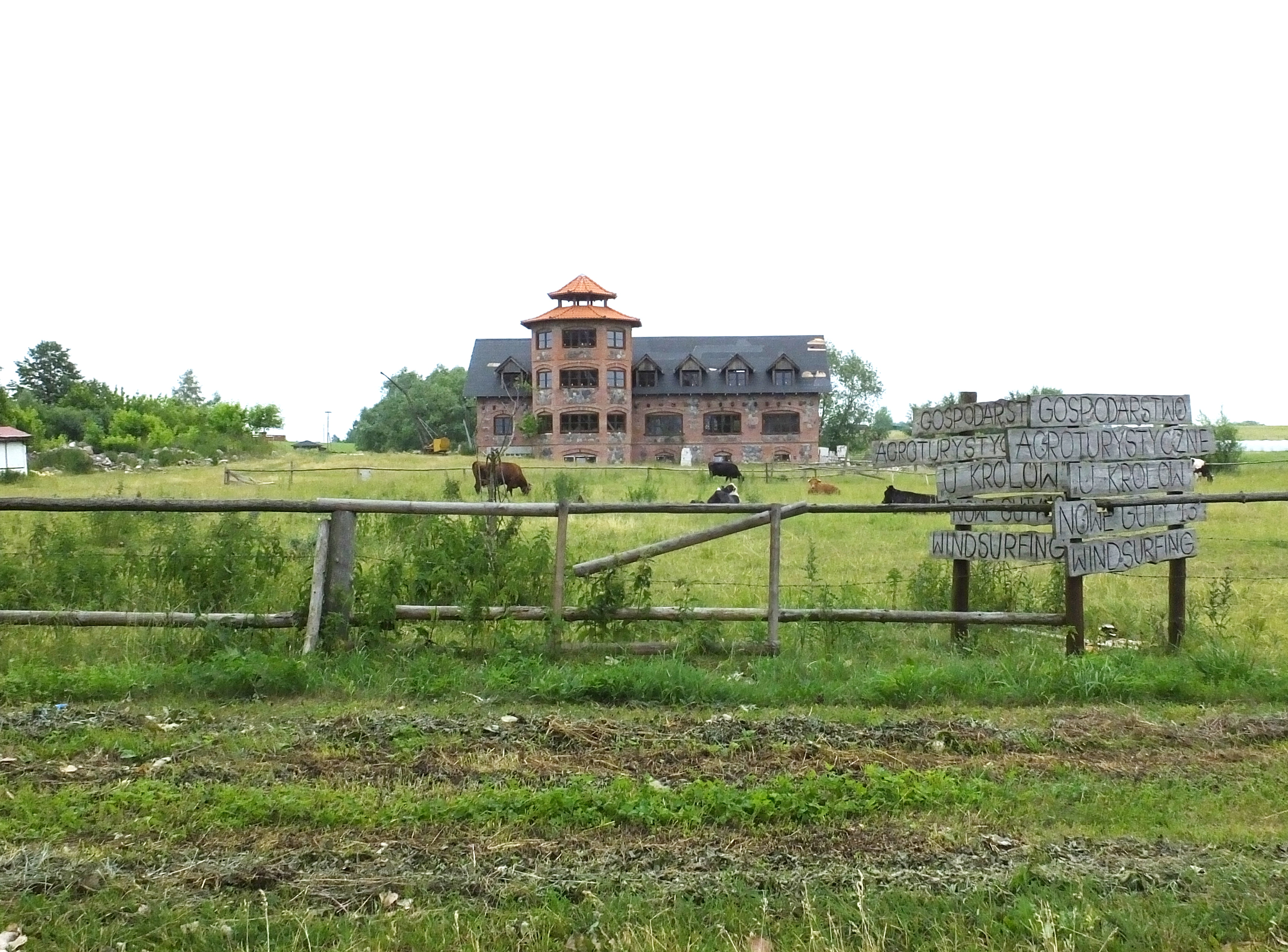
„Ferien auf dem Bauernhof“ in Nowe Guty

## Geographische Lage
Nowe Guty liegt am Ostufer des Śniardwy (deutsch Spirdingsee) im Mazurski Park Krajobrazowy (Landschaftspark Masuren) in der östlichen Woiwodschaft Ermland-Masuren, 17 Kilometer nördlich der Kreisstadt Pisz (deutsch Johannisburg).

## Geschichte
Das damals Gussepilke, nach 1450 Gutten, später Gutten, Kirchspiel Eckersberg, bis 1935 auch: Gutten E genannte Dorf wurde 1450 gegründet. 
Am 8. April 1874 wurde Gutten Amtsdorf und damit namensgebend für einen Amtsbezirk, der – 1935 in „Amtsbezirk Seegutten“ umbenannt – bis 1945 bestand und zum Kreis Johannisburg im Regierungsbezirk Gumbinnen (ab 1905: Regierungsbezirk Allenstein) der preußischen Provinz Ostpreußen gehörte.
In der Landgemeinde Gutten mit dem Ortsteil Pappelheim (polnisch Gaudynki) und dem Wohnplatz Bahnhof Seegutten waren im Jahre 1910 insgesamt 752 Einwohner gemeldet, im Jahre 1933 waren es 765.
Aufgrund der Bestimmungen des Versailler Vertrags stimmte die Bevölkerung im Abstimmungsgebiet Allenstein, zu dem Gutten gehörte, am 11. Juli 1920 über die weitere staatliche Zugehörigkeit zu Ostpreußen (und damit zu Deutschland) oder den Anschluss an Polen ab. In Gutten stimmten 500 Einwohner für den Verbleib bei Ostpreußen, auf Polen entfielen keine Stimmen.
Am 29. Juli 1935 wurde Gutten umbenannt und hieß bis 1945 „Seegutten“. Die Einwohnerzahl stieg bis 1939 auf 891.
In Kriegsfolge wurde 1945 das gesamte südliche Ostpreußen nach Polen überstellt. Davon war eben auch Gutten resp. Seegutten betroffen. Das Dorf erhielt die polnische Namensform „Nowe Guty“ und ist heute Sitz eines Schulzenamtes (polnisch Sołectwo). Damit ist es in den Verbund der Stadt- und Landgemeinde Orzysz (Arys) im Powiat Piski (Kreis Johannisburg) eingegliedert, bis 1998 der Woiwodschaft Suwałki, seither der Woiwodschaft Ermland-Masuren zugehörig.

## Religionen
Bis 1945 war Gutten in das evangelische Kirchspiel Eckersberg in der Kirchenprovinz Ostpreußen der Kirche der Altpreußischen Union sowie in die römisch-katholische Kirche in Johannisburg (polnisch Pisz) im Bistum Ermland eingepfarrt.
Heute gehört Nowe Guty katholischerseits zur Pfarrei Orzysz im Bistum Ełk der Römisch-katholischen Kirche in Polen. Die evangelischen Einwohner halten sich zur Kirche in der Kreisstadt Pisz in der Diözese Masuren der Evangelisch-Augsburgischen Kirche in Polen.

## Verkehr
Nowe Guty liegt an der 1845N, einer Nebenstraße, die von der Landesstraße 16 bei Okartowo-Tartak als Seeuferstraße bis zur Landesstraße 63 verläuft. Ein Bahnanschluss besteht nicht mehr, seit 1945 in Kriegsfolge auf der Bahnstrecke Lötzen–Johannisburg (polnisch Giżycko–Pisz) der Betrieb eingestellt wurde. Seit 1905 war Gutten Bahnstation an dieser Strecke gewesen.